# Eva Lis Bjurman
Eva Lis Bjurman, född Nørgaard 21 april 1931 i Köpenhamn, död 23 december 2022 i Katarina distrikt i Stockholm, var en svensk etnolog. 
Bjurman, som var dotter till filosofie doktor Gunnar Nørgaard och sjuksköterskan Else Fournais, blev filosofie kandidat och filosofie licentiat 1964 samt filosofie doktor 1998, samtliga examina vid Lunds universitet. Hon var amanuens på Folklivsarkivet vid Lunds universitet 1954–1958, intendent på Nordiska museet 1959–1980, projektanställd vid utbildningsdepartementet 1980–1982 samt lärare vid Stockholms universitet och intendent på Nordiska museet från 1982. Hon bedrev forskning om barn i historia och nutid. Hon var ledamot av Socialstyrelsens vetenskapliga råd, av Pedagogiska rådet och av Rädda Barnens forskningskommitté.
Hon gifte sig 1965 med Lars Bjurman och blev mor till Peder Bjurman och en till son.